# Vyšný Kazimír
Vyšný Kazimír je obec na Slovensku v okrese Vranov nad Topľou. Žije zde 195 obyvatel.
První písemná zmínka o obci pochází z roku 1363. Nachází se zde řeckokatolický chrám svaté Paraskevy.

## Poloha
Obec leží na Pozdišovském hřbetu v severozápadní části  Východoslovenské nížiny v údolí Kazimírského potoka, přítoku řeky Ondavy. Mírně zvlněné území má nadmořskou výšku v rozmezí 150–319 m, střed obce je ve výšce 210 m n. m. Odlesněný povrch je tvořen souvrstvími centrálněkarpatským flyšem, mocné pokryvy svahových hlín a méně sprašové hlíny.

### Sousední obce
Sousedními obcemi jsou na severu Slovenská Kajňa, na východě Benkovce, na jihovýchodě Sedliská, na jihu a jihozápadě Čičava a na západě Merník.

## Historie
První písemná zmínka o obci pochází z roku 1363, kde je uvedena jako Kazmer Rutinicalias, další historické názvy jsou Kazmer (1372), Kazmir (1773) a Ruský Kazymír (1808), maďarsky Oroszkázmér, Felsőkázmér. Do 17. století patřila obec k panství hradu Čičava, od 18. století náležela  panství Barkóczyům nebo Hadik-Barkóczyům. V roce 1493 byly ve vsi tři obydlené a tři pusté usedlosti, v roce 1715 jeden pivovar, devět pustých a 13 obydlených domácností. V roce 1787 žilo v 29 domech a 184 obyvatel, v roce 1828 žilo 255 obyvatel ve 34 domech.
Hlavní obživou bylo zemědělství, tkalcovství a výroba výšivek.

## Znak
Blason: V modrém štítu na zeleném vršku mezi dvěma zelenými stromy stříbrná vápenná pec se zlatým otvorem.
Hovořící znak vyjadřuje činnost obyvatel tj. pálení vápna, které probíhalo v letech 1942–1946.

## Církev a kostel
Obec náleží pod řeckokatolickou farnost Vyšný Kazimír, děkanát Vranov nad Topľou-město, prešovské eparchie.
V obci je řeckokatolický kostel svaté Paraskevy, původně jednolodní barokní stavba s pravoúhlým zakončením kněžiště a věží z roku 1780, byl ve druhé polovině 20. století rozšířen přístavbou s věží. Fasády historické části kostela se zaobleným nárožím člení půlkruhová okna. Přístavba má sedlovou střechu a věž zakončenou malou cibulovou bání.